# Abd al-Malik II.
Abd al-Malik II. (vollständig Abu l-Fawaris Abd al-Malik (II.) b. Nuh oder ʿAbd al-Malik ibn Nūḥ II.; reg. 999–1000) war der letzte Emir der persischen Dynastie der Samaniden. Er war der Sohn von Nuh II. ibn Mansur und regierte nur etwas mehr als acht Monate des Jahres 999 in Chorasan und Transoxanien. Fürst Arslan Ilek Nasr aus der türkischen Dynastie der Karachaniden eroberte die samanidische Hauptstadt Buchara und führte Abd al-Malik in die Gefangenschaft.

## Leben
Die Macht der Samaniden wurde am Ende des 10. Jahrhunderts von außen durch Angriffe der Karachaniden sowie im Inneren durch die steigende Macht türkischer Militärführer geschwächt. Von Ghazni aus regierten die Ghaznawiden-Herrscher Sebük Tigin und seit 997 dessen Sohn Mahmud weitgehend unabhängig und erkannten die Samaniden nur nominell als Oberherrn an. Abu’l-Haret Mansur, der ältere Bruder Abd al-Maliks, wurde nach nur zweijähriger Regierung am 1. Februar 999 von den Feldherrn Fa’iq Kassa und Bektuzun gestürzt und geblendet. Gegen Zahlung einer hohen Geldsumme setzten die beiden Umstürzler daraufhin Abd al-Malik auf den Thron.
Der Ghaznawide Mahmud, der den restlichen noch unter samanidischer Kontrolle stehenden Teil Chorasans erobern wollte, spielte sich nun als Rächer des entthronten Mansur auf. Er hatte aber vor der Macht von Fa’iq, Bektuzun und Abd al-Malik soweit Respekt, dass er zunächst mit ihnen Frieden schloss. Als der Samanide und seine Unterstützer aber kurz darauf Mahmuds Nachhut angriffen, kam es zu neuen Feindseligkeiten. Am 16. Mai 999 besiegte Mahmud seine Gegner in einer Schlacht bei Merw und zwang sie zum Rückzug nach Buchara. Fa’iq starb bald darauf und Abd al-Malik sah sich bereits im Herbst des gleichen Jahres von einem neuen Einfall der Karachaniden unter deren Herrscher Arslan Ilek Nasr bedroht. Vergeblich rief Abd al-Malik seine Untertanen zum Kampf gegen den anrückenden Feind auf. Die Kommandanten seiner türkischen Leibwache wechselten sogar rasch die Seiten. So konnte Ilek Nasr Buchara am 23. Oktober 999 ohne Schwertstreich besetzen und erlangte damit die Kontrolle über Transoxanien, während Mahmud Chorasan behielt. Abd al-Malik und seine Familie mussten dem siegreichen Karachaniden-Herrscher als Gefangene nach Uzkent folgen. So endete die Herrschaft der Samaniden, wenn auch Isma’il al-Muntasir, ein Bruder Abd al-Maliks, noch bis 1005 erfolglos für die Wiederherstellung der Macht seiner Dynastie kämpfte.